# Nystalus radiatus
Nystalus radiatus е вид птица от семейство Bucconidae.

## Разпространение
Видът е разпространен в Еквадор, Колумбия и Панама.